# Nichia
Nichia Corporation (日亜化学工業株式会社?, Nichia Kagaku Kōgyō Kabushiki-gaisha) è una società chimica giapponese con sede ad Anan (Tokushima) e varie filiali nel mondo. È specializzata nella produzione e distribuzione di fosfori, diodi LED, diodi laser, materiali per batterie e cloruro di calcio.
La Nichia è anche conosciuta per l'invenzione del diodo LED blu, dispositivo fondamentale per la costruzione delle comuni lampade per illuminazione a LED.

## Storia
La Nichia Corporation è stata fondata nel 1956 da Nobuo Ogawa ad Aratano-cho, Anan (Tokushima), per produrre fosfato di calcio. La proprietà di maggioranza è ancora detenuta dalla famiglia Ogawa. Nel 1966 Nichia inizia la produzione di fosfori per lampade fluorescenti, nel 1971 la produzione di fosfori per TV a colori e nel 1977 la produzione di fosfori tricolore per lampade fluorescenti.
Una delle decisioni più note del fondatore di Nichia, Nobuo Ogawa, è stata quella di supportare le ricerche di Shūji Nakamura (vincitore nel 2014 del Premio Nobel per la Fisica) sui LED al nitruro di gallio. La ricerca permise a Nakamura di inventare nel 1993 il primo LED a luce blu ad alta luminosità, componente fondamentale per la produzione delle lampade a luce bianca per illuminazione a LED.

## Controversie
Secondo la Reuters, Nakamura ha inventato il diodo a emissione di luce blu mentre lavorava alla Nichia, ma per il suo lavoro non ha ricevuto quasi nulla dalla compagnia fino al 2004, quando un tribunale di Tokyo ordinò alla Nichia di pagargli 20 miliardi di yen (185 milioni di US$). La compagnia Nichia fece appello e si accordò con Nakamura per circa 8 milioni di US$.
Nel gennaio 2006 Nichia ha avviato una causa legale al produttore rivale di LED "Seoul Semiconductor", lamentando una violazione di un brevetto di design. Nichia e Seoul Semiconductor hanno annunciato di aver raggiunto un accordo, risolvendo tutte le controversie relative a brevetti e altre controversie legali attualmente in corso tra loro negli Stati Uniti, in Germania, in Giappone, nel Regno Unito e in Corea. L'accordo include un contratto di licenza incrociata che copre le tecnologie LED e diodo laser, che permetterà alle aziende di accedere a tutte le tecnologie da entrambe brevettate.